# Villa Wolf (Guben)

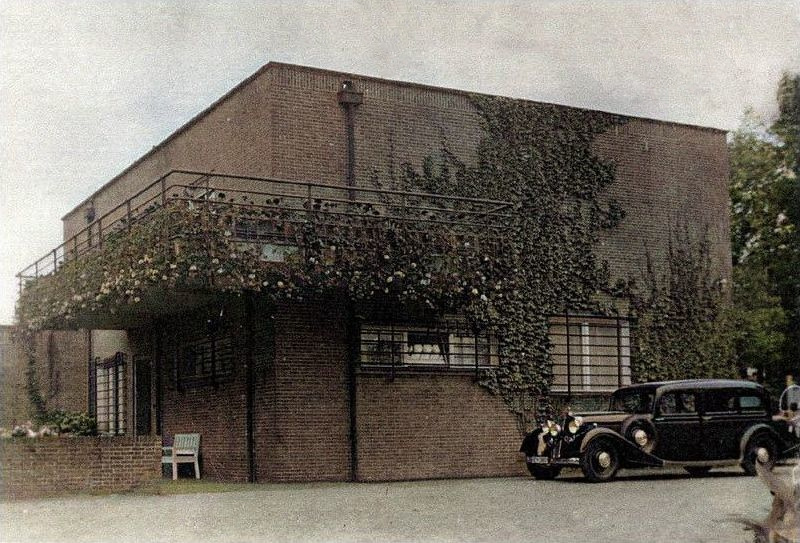
Villa Wolf in Gubin, 1926

Die Villa Wolf gilt als das „moderne Erstlingswerk“ des deutsch-US-amerikanischen Architekten Ludwig Mies van der Rohe. Sie stand von 1926 bis 1945 zwischen zwei parallel zur Neiße gelegenen Gärten an der Teichbornstraße 13 im heutigen Gubin, das seinerzeit noch zu Guben gehörte, heute aber im polnischen Teil der Niederlausitz liegt.

## Geschichte

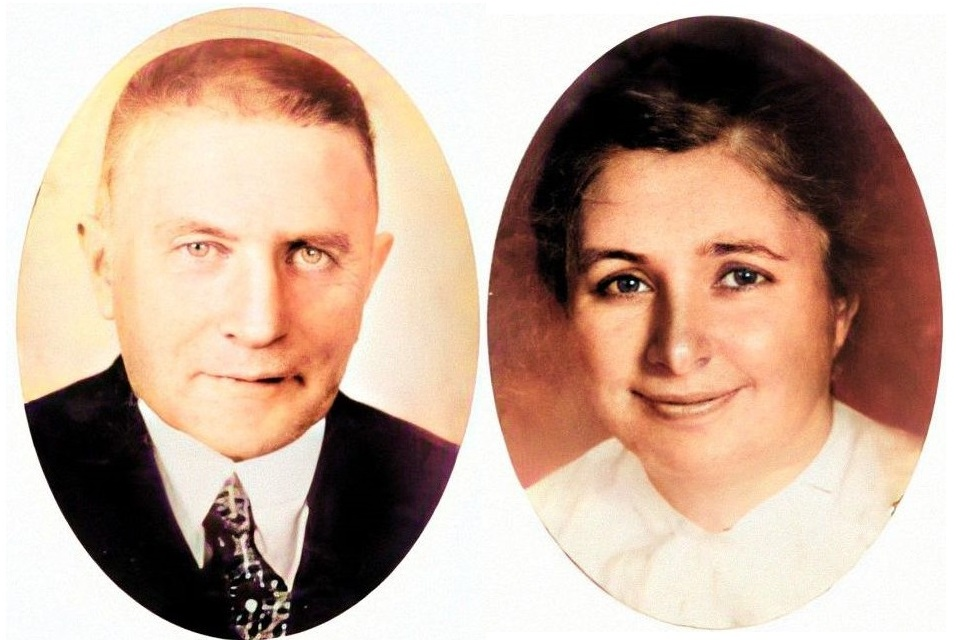
Erich und Elisabeth Wolf

Das Gebäude wurde im Jahr 1925 vom Tuchfabrikanten und Textilhersteller Erich Wolf in Auftrag gegeben. Er mehrte durch die Heirat mit Elisabeth Wilke, die ihrerseits eine Hutfabrik von ihrer Großmutter geerbt hatte, im Jahr 1922 seinen Wohlstand. Als Baugrundstück hatte er sich eine Erhebung in Guben ausgesucht, von der man einen Überblick auf die entlang der Lausitzer Neiße verlaufenden Industriebetriebe hatte. Das schmale Hanggrundstück verlief entlang der Teichbornstraße (heute Ulica Krolewska) und der Grünen Wiese (heute Ulica Piastowska). Zu dieser Zeit beinhaltete das Grundstück eine kleine, steile Anhöhe, auf der ein Weinberg angelegt war.
Mit dem Vormarsch der Roten Armee floh die Familie 1945; das Gebäude brannte ab und wurde nicht wieder aufgebaut. Die verbleibenden Baumaterialien nutzte man für den Wiederaufbau von Gebäuden in Gubin. In den 1960er Jahren soll das Grundstück eingeebnet worden sein; zum 60. Jahrestag der Oktoberrevolution im Jahr 1977 wurde es begrünt und in den neu angelegten Waszkiewicz-Park integriert.

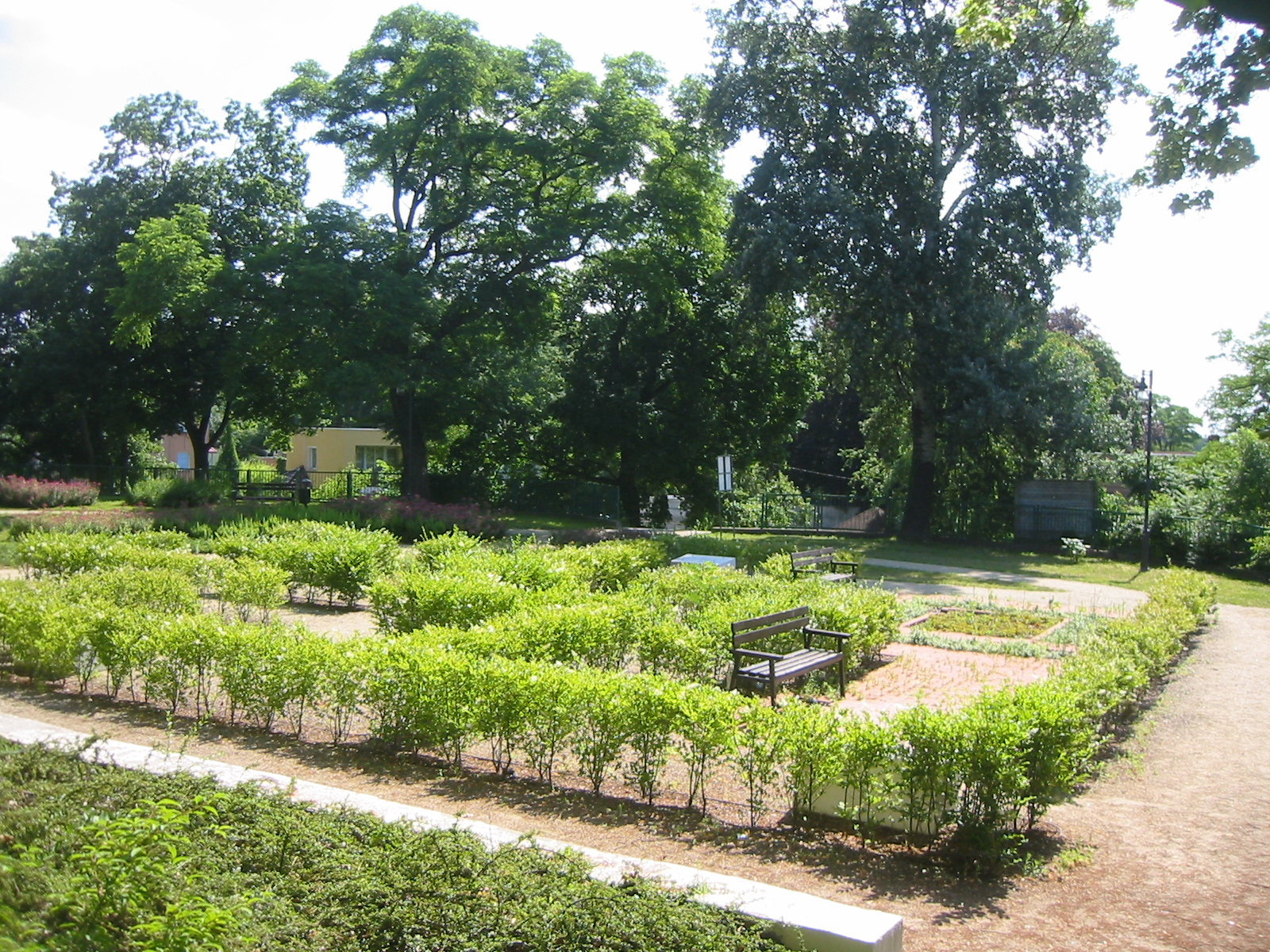
Überreste der Villa im Waszkiewicz-Park

Von 2001 an grub man auf Initiative der Internationalen Bauausstellung Fürst-Pückler-Land unter Leitung von Lars Scharnholz von der BTU Cottbus die Fundamente aus und ließ sie durch das Museum of Modern Art vermessen. Geplant sind weitere Untersuchungen mit einem Bodenradar, um die Baustruktur näher zu bestimmen. 2006 informierte in Gubin eine „Mies-Memory-Box“ mit historischen Fotos sowie Scherbenresten der Porzellansammlung Wolfs über das Gebäude. Der mobile Kubus bestand aus einem halbtransparenten Verbundwerkstoff und hatte eine Kantenlänge von ca. drei Metern. Er wurde in der Folgezeit in Breslau, Berlin, Dessau und Stuttgart gezeigt. Heute erinnert ein Bodendenkmal im Park an die Villa.
Nach der Idee des Stadtplaners Florian Mausbach strebt eine Deutsch-Polnische Initiative die Rekonstruktion des Gebäudes an.

## Architektur

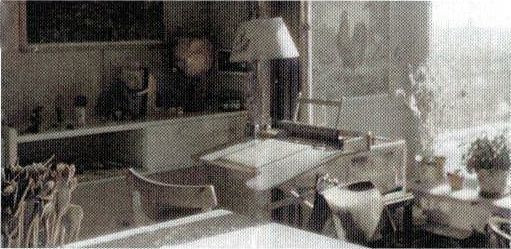
Inneneinrichtung der Villa

Die Pläne für das Gebäude sahen einen schlichten kubischen, rot-schwarz verkleideten Klinkerziegelbau mit einer asymmetrischen Gestaltung flacher Quader unterschiedlicher Größe vor. Fassade und Innenwände waren mit flachen Werksteinen verkleidet. Die Front des Hauses war nach Westen ausgerichtet, der Eingang befand sich an der Ostseite. Das Gebäude verfügte über eine „Schatzkammer“, um die Kunstwerke und Gemälde Wolfs sowie dessen Skulpturensammlung aufzunehmen. Der Innenraum löste sich durch große Glasflächen hingegen nach außen hin auf. Großzügige Terrassen nahmen das Raumgefühl auf, welches in späteren Bauten als „floating space“ zu einem Charakteristikum des Architekten werden sollte. Mies van der Rohe entwarf jedoch nicht nur die Gebäudehülle, sondern auch Gegenstände für die Inneneinrichtung. Überliefert ist, dass die Ehefrau jedoch nicht alle Anregungen des Architekten aufnahm. So pflanzte sie entlang der Fassade Blauregen an, um die scharfe Architektur des Gebäudes abzumildern.